# Piptochaetium
Piptochaetium é um género botânico pertencente à família Poaceae.